# Aleiodes fortis
Aleiodes fortis är en stekelart som först beskrevs av Muesebeck 1960.  Aleiodes fortis ingår i släktet Aleiodes och familjen bracksteklar. Inga underarter finns listade i Catalogue of Life.